# Film fantastycznonaukowy

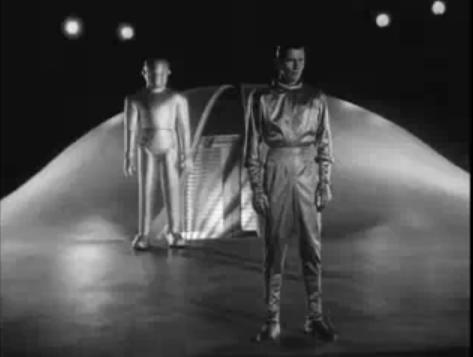
Kadr z filmu Dzień, w którym zatrzymała się Ziemia (1951)

Film fantastycznonaukowy (ang. science fiction film; sci-fi), in. film SF – zaliczany do fantastyki gatunek filmowy, który używa motywów opierających się bezpośrednio na dorobku nauki (choć niekoniecznie jej głównego nurtu), lecz często rozwija je w kierunkach nieortodoksyjnych. Najczęściej pojawiające się tematy to życie na innych planetach, podróże w czasie, nadnaturalne zdolności ludzkiego ciała i umysłu i wiele innych. Często łączą się z elementami futurystycznymi, takimi jak roboty, cyborgi, statki kosmiczne, podróże międzygwiezdne i wysoko rozwinięta technologia, a także z problemami społecznymi i politycznymi. Rozwijana bywa również filozoficzna refleksja nad istotą człowieczeństwa.
Źródła gatunku związane są z samymi początkami kina niemego i filmem Podróż na Księżyc (1902) Georges’a Mélièsa, twórcy słynącego z manipulowania taśmą filmową, pioniera efektów specjalnych. Kamieniem milowym było niemieckie Metropolis (1927) Fritza Langa, ekspresjonistyczna dystopia o mieście przyszłości. Aż do lat 60. produkcje filmowe ograniczały się do niskobudżetowych filmów klasy B, aż wreszcie w 1968 roku Stanley Kubrick Odyseją kosmiczną 2001 wprowadził film SF na nowy tor. Od lat 70., dzięki rozwojowi techniki filmowej, wysokobudżetowe produkcje pełne najnowocześniejszych efektów specjalnych zyskiwały coraz wielką popularność, zwłaszcza po sukcesie Gwiezdnych wojen w 1977 roku. Film fantastycznonaukowy jest jednym z gatunków przyciągających do kin rekordową liczbę widzów.

## Historia

### 1900–1930
Pierwsze filmy SF pojawiły się już w epoce kina niemego – były to dzieła krótkometrażowe, zazwyczaj czarno-białe, rzadko kolorowane, jak większość filmów tego czasu. Cechowały je tematy związane z techniką, często miały też zabarwienie humorystyczne. Za pierwszy film tego gatunku uważa się Podróż na Księżyc Georges’a Mélièsa z 1902 roku. Za pomocą manipulacji taśmą filmową zdołano przedstawić lot wystrzelonego z działa statku kosmicznego. Kolejne filmy często łączyły motywy fantastycznonaukowe z horrorem, jak Frankenstein (1910) na podstawie powieści Mary Shelley czy Dr Jekyll and Mr Hyde, ekranizacja książki Roberta Louisa Stevensona. Kierunek bardziej przygodowy reprezentuje 20 000 mil podwodnej żeglugi (1916) na podstawie powieści J. Verne’a. Lata 20. to początek używania wątków fantastycznonaukowych jako komentarza do sytuacji społecznej lub jej przewidywania. Przykładem jest niemieckie Metropolis (1927) i Kobieta na Księżycu (1929). Inne wybitne dzieła epoki kina niemego to m.in. Gabinet doktora Caligari (1920), Aelita (1924), Promień śmierci (1925) i Zaginiony świat (1925).

### 1931–1960
W latach 30. powstało kilka wysokobudżetowych filmów, m.in. Just Imagine (1930), King Kong (1933), Rzeczy, które nadejdą (1936) i Lost Horizon (1937). W tym czasie pojawiły się również pierwsze ekranizacje komiksów (Flash Gordon, Buck Rogers), które zyskały ogromną popularność. Inne znane dzieła to Frankenstein (1931), Narzeczona Frankensteina (1935), Doctor X (1932), Doktor Jekyll i pan Hyde (1931), Island of Lost Souls (1932), Niewidzialny człowiek (1933), The Man Who Changed His Mind (1936), The Walking Dead (1936). Szczytowe osiągnięcia lat 40. to Black Friday (1940), Dr. Cyclops (1940), Dr. Jekyll and Mr. Hyde (1941), Zdarzyło się to jutro (1944) oraz The Perfect Woman (1949). Utorowały drogę temu, co później nazwano Złotym Wiekiem filmu SF.
Lata 50. cechował ogromny wzrost zainteresowania nowymi technologiami, zwłaszcza kosmicznymi. Większość produkcji była niskobudżetowa, pojawiały się jednak dzieła lepiej finansowane i o budzących podziw efektach specjalnych. Jeden z najbardziej wpływowych filmów lat 50. to Kierunek Księżyc – opowieść o podróży na Księżyc z konfliktem z Sowietami w tle. Sukces filmu spowodował wzrost chęci inwestowania w kolejne produkcje gatunku. Inne wyróżniające się produkcje tej dekady to Dzień, w którym zatrzymała się Ziemia (1951), The Thing from Another World (1951), Wojna światów (1952), 20 000 mil podmorskiej żeglugi (1954), Zakazana planeta (1956), Inwazja porywaczy ciał (1956), Przekleństwo Frankensteina (1957), Ostatni brzeg (1959), Journey to the Center of the Earth (1959). Rozwijał się również pokrewny gatunek filmów o potworach: One! (1954), The Beast From 20,000 Fathoms (1953) i Blob, zabójca z kosmosu (1958). Koniec lat 50. to również pojawienie się animacji poklatkowej do tworzenia efektów specjalnych między innymi w To przyszło z głębin morza (1955), Earth vs. the Flying Saucers (1956) i 20 milionów mil do Ziemi (1957).
Międzynarodowa popularność kina fantastycznonaukowego narastała i dotarła nawet do Indii – kino bengalskie wydało w 1958 roku dwa filmy – Parash Pathar (Kamień filozoficzny) i Ajantrik traktujący o relacji człowiek-maszyna.

### 1961–1970
Lata 60. to okres zastoju w rozwoju filmu fantastycznonaukowego, ale zarazem czas powstania dzieł, które odmieniły oblicze gatunku. 2001: Odyseja kosmiczna (film) Stanleya Kubricka z 1968 roku skierowała gatunek na nowy tor, stosując nieznany dotychczas realizm w przedstawianiu podróży kosmicznej i najnowocześniejsze efekty specjalne. Rozmach opowiedzianej historii i poruszone kwestie filozoficzne wywarły ogromny wpływ na rozwój kina. Inne wybitne filmy tej dekady to Planeta małp (1968) i 451 stopni Fanhrenheita (1966) na podstawie książki Raya Bradbury’ego. Z drugiej strony kampowa Barbarella rozwinęła mniej poważną stronę gatunku. Alphaville Jean-Luca Godarda, dzieło francuskiej nowej fali, ukazało futurystyczny Paryż opanowany przez sztuczną inteligencję, która zakazała wszelkich emocji.

### 1971–1990

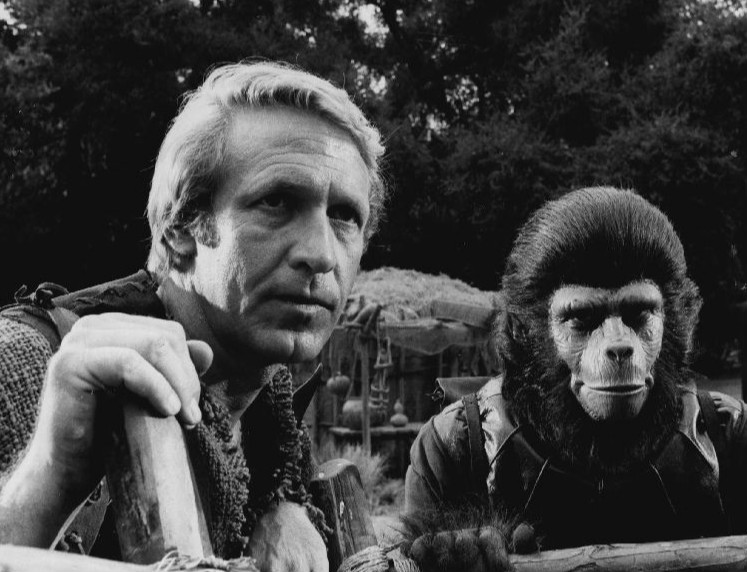
Planeta Małp (1974)

Film lat 70. odzwierciedlał dwie tendencje. Z jednej strony zakończone sukcesem lądowanie na Księżycu zaowocowało wzrostem fascynacji kosmosem – przykładem jest Solaris Andrieja Tarkowskiego (1972). Z drugiej – fantastyka naukowa skupiła się na ludzkich lękach przed zagrożeniem własną działalnością (Niemy wyścig – ekologia, Świat Dzikiego Zachodu – starcie człowieka z robotami, THX 1138 – starcie człowieka z nowoczesnym państwem, Mechaniczna pomarańcza – manipulowanie ludzkim umysłem, Mad Max – wojna jądrowa). Pojawiały się jednak również komedie – jak Śpioch Woody’ego Allena czy Ciemna gwiazda Johna Carpentera.
Sukces Gwiezdnych wojen (1977) i Bliskich spotkań trzeciego stopnia (1978) to moment przełomowy. Filmowy Star Trek (1979) był precedensowym przeniesieniem telewizyjnego serialu na wielki ekran. Równocześnie Disney postanowił zainwestować w fantastycznonaukowe kino familijne: powstały filmy takie jak Ucieczka na Górę Czarownic, Czarna dziura, Ucieczka nawigatora i Kochanie, zmniejszyłem dzieciaki. Przeciwną stronę spektrum reprezentowali Ridley Scott i James Cameron. Obcy – ósmy pasażer Nostromo, Łowca androidów i Terminator ukazują mroczną wizję przyszłości pełnej chaosu, zagrożenia, wrogich i niebezpiecznych obcych i androidów. Dla kontrastu Steven Spielberg w E.T., jednym z kasowych przebojów dekady, przedstawił kosmitę łagodnego i przyjaznego.
Finansowe porażki Diuny na podstawie powieści Franka Herberta, Flasha Gordona czy 2010: Odysei kosmicznej, kontynuacji arcydzieła Stanleya Kubricka, doprowadziły do spadku popularności gatunku i zniechęciły producentów do inwestowania w prawa autorskie kolejnych książkowych bestsellerów. disneyowski Tron również nie odniósł wielkiego sukcesu. Druga połowa lat 80. należała jednak do serii Terminator i RoboCop. Filmy Roberta Zemeckisa z serii Powrót do przyszłości spotkały się z entuzjazmem krytyków i widowni i urosły do rangi fenomenu. Sequel Obcego: ósmego pasażera Nostromo, Obcy – decydujące starcie z 1986 roku, odmienny w nastroju od części pierwszej, także odniósł ogromny sukces, a odtwórczyni głównej roli, Sigourney Weaver, została nominowana do Oscara. Z drugiej strony globu japońska animacja Akira (1988) zyskała ogromną popularność także poza Krajem Kwitnącej Wiśni.

### 1991–2010
Lata 90. to rozwój internetu – w filmie SF znalazł odbicie w cyberpunku, podgatunku zajmującym się relacją człowieka i maszyny. Najważniejsze z nich to Pamięć absolutna (1990), Kosiarz umysłów (1992), Ghost in the Shell (1995),  Matrix (1999). Wzrastała popularność filmu katastroficznego (Armageddon), filmów o inwazji obcych (Dzień niepodległości) czy eksperymentach genetycznych (Park Jurajski, Gattaca – szok przyszłości). Kolejne filmy przyczyniały się do rozwoju technik komputerowych, które używane były w następnych produkcjach – efekty specjalne swój rozwój zawdzięczają m.in. pracom nad Parkiem Jurajskim i Terminator 2: Dzień sądu. Pierwsze dekada XXI wieku to epoka filmów o superbohaterach (filmy z serii X-Men, trylogia Spider-Man, Hulk, Iron Man, Watchmen: Strażnicy) i SF przywiązanego do Ziemi: począwszy od Matrixa (1999) i jego kolejnych części, A.I. Sztuczna inteligencja, Raport mniejszości, W stronę słońca, Dystrykt 9, Ludzkie dzieci, Equilibrium. Wyjątek stanowi trzeci epizod Gwiezdnych wojen (2005), Serenity, Moon, Avatar.

### Od 2011
Początek drugiej dekady wieku kontynuuje tendencje poprzedniej – największą popularnością cieszy się kino superbohaterskie i ekranizacje komiksów (Kapitan Ameryka: Pierwsze starcie, Thor, Avengers, Niesamowity Spider-Man), kontynuacje lub nawiązania do kasowych przebojów (Geneza planety małp, Prometeusz, Tron: Dziedzictwo), pojedyncze filmy badające nieeksploatowane dotychczas tereny (jak Incepcja – temat postrzegania rzeczywistości i snu, Melancholia – połączenie filmu katastroficznego z refleksją nad ludzkim umysłem, Looper – Pętla czasu – połączenie podróży w czasie z filmem gangsterskim, Iron Sky – komedia o nazistowskiej kolonii na Księżycu, wielopłaszczyznowy Atlas chmur), bijące rekordy finansowe i przyciągające do kin ogromną widownię.

## Motywy
Fantastyka naukowa jest z definicji spekulatywna i poświęca wiele miejsca nauce i technice. Często jednak science-fiction, zwłaszcza w wydaniu hollywoodzkim, oddala się od głównego nurtu nauki, stawiając raczej na atmosferę i efekty artystyczne, odrzucając naukowe fakty na rzecz spektakularnej scenografii i wciągającej akcji.
Wiele filmów tego gatunku zawiera elementy mistyczne, okultystyczne, magiczne i nadnaturalne, zgodnie z definicjami przynależące raczej do fantasy czy gatunków powiązanych z religią. Zabieg taki zbliża dzieło raczej do „fantazji naukowej” opartej na quasi-religijnej filozofii. Do tego podgatunku zalicza się dzieła takie jak Gwiezdne wojny, Źródło, Atlas chmur, Thor.
Kinematografia często zaciera granice między gatunkami – do tego rodzaju należy przede wszystkim kino superbohaterskie, opowiadające o zwykłych ludziach, którzy nabywają nadludzkie zdolności. Wyjaśnienie tej przemiany często można uznać za raczej pseudonaukowe – Bruce Banner zmieniający się w olbrzymiego Hulka jest ofiarą promieniowania, Spider-Man został ugryziony przez genetycznie zmodyfikowanego pająka, Fantastyczna Czwórka również została napromieniowana.
Motywy pojawiające się w kinie fantastycznonaukowym różnią się częstością występowania. Horror w scenerii science-fiction i space opera to dwa z najpopularniejszych. Często futurystyczna sceneria służy tylko jako tło opowieści, która mogłaby rozgrywać się również w innym kontekście, np. wojennym czy westernowym. Częste są kosmiczne ekspedycje i wyprawy na odległe planety oraz antyutopie.

### Obce cywilizacje
Życie pozaziemskie to sztandarowy motyw gatunku. Początkowo obce cywilizacje przedstawiane były jako zagrożenie dla rasy ludzkiej. Często stanowiły alegorię realnego, ziemskiego zagrożenia, przede wszystkim w czasach zimnej wojny. Z czasem obcy zaczęli być przedstawiani również pozytywnie, jak w E.T. czy Bliskich spotkań trzeciego stopnia. By ułatwić widzowi identyfikację z oglądanymi postaciami, zdecydowana większość filmowych obcych przedstawiana była jako istoty humanoidalne, obdarzone ludzkimi emocjami i motywacjami. W filmach takich jak Star Trek, Kontakt czy Dzień, w którym zatrzymała się ziemia obcy bardzo przypominają ludzi i są w stanie się z nimi komunikować. Czasem obcy bardziej są podobni do zwierząt z ziemi, najczęściej do owadów, na przykład Obcy czy Żołnierze kosmosu. Postać kosmity ma wówczas przerazić widza, lęk przed insektami jest jedną z najczęściej spotykanych wśród ludzi fobii. Podobne pozytywne skojarzenia mają wywołać futrzaste, przypominające niedźwiedzie Ewoki czy Chewbacca z Gwiezdnych wojen  a negatywne Jabba przypominający wyglądem gigantycznego ślimaka bez muszli. Nieliczne filmy próbowały przedstawić pozaziemskie istoty jako całkowicie odmienne od ludzi czy jakichkolwiek ziemskich organizmów, czego przykładem jest Solaris, Blob, Coś i Ciemna gwiazda.

### Potwory
Potwory wpisane są w tradycję gatunku. Od potworów występujących w horrorach lub fantasy różnia się tym, że ich powstanie zazwyczaj jest skutkiem naukowego eksperymentu lub błędu (Park Jurajski, Mucha) lub też są biologicznymi organizmami który wyewoluowały na odległej planecie (Obcy, Predator, Gwiezdne wojny, Avatar, Coś) – nie mają więc nadnaturalnej czy magicznej genezy. Jeśli potwór rodzi się w laboratorium, film najczęściej przedstawia również postać szalonego naukowca.

### Katastrofy
Częstym motywem w filmie fantastycznonaukowym jest ogromny kataklizm. Często służy jako ostrzeżenie, że zbyt szybki i bezrefleksyjny rozwój cywilizacyjny zniszczy Ziemię (Terminator, Matrix), lub po prostu w spektakularny sposób przedstawiona zostaje naturalna katastrofa (Wodny świat, Pojutrze), epidemia na globalną skalę (Tajemnica Andromedy, 12 małp) lub inwazja obcych (Wojna światów, Dzień niepodległości, Znaki). Często też sceneria katastroficzna jest zarazem tłem dla postapokaliptycznej dystopii (Doktor Strangelove, Planeta małp, Mad Max, Księga ocalenia, Chłopiec i jego pies, Igrzyska śmierci).

### Umysł i tożsamość
Co jest istotą człowieczeństwa? Odpowiedzi na to pytanie szuka także fantastycznonaukowa kinematografia. Łowca androidów szuka granicy między sztuczną inteligencją a człowiekiem, RoboCop przedstawia cyborgów – hybrydy ludzi i robotów. Tradycja łączenia ludzkiego umysłu ze sztucznie stworzonym ciałem sięga Frankensteina.
Problem manipulacji ludzkim mózgiem pojawia się w Pamięci absolutnej, Mechanicznej pomarańczy i Kandydacie – to skutek realnego zagrożenia, jakim były prace nad amerykańskim rządowym projektem MKUltra. Blisko z tym związane są tematy manipulowania ludzką pamięcią i jej wymazywania – przykładem jest Zakochany bez pamięci czy Zapłata.
Podłączenie ludzkiego mózgu do komputera, zatarcie granicy między umysłem a oprogramowaniem, tworzenie wirtualnej rzeczywistości – to oś fabuły Tronu, Ghost in the Shell, Matriksa, Avatara.

### Roboty

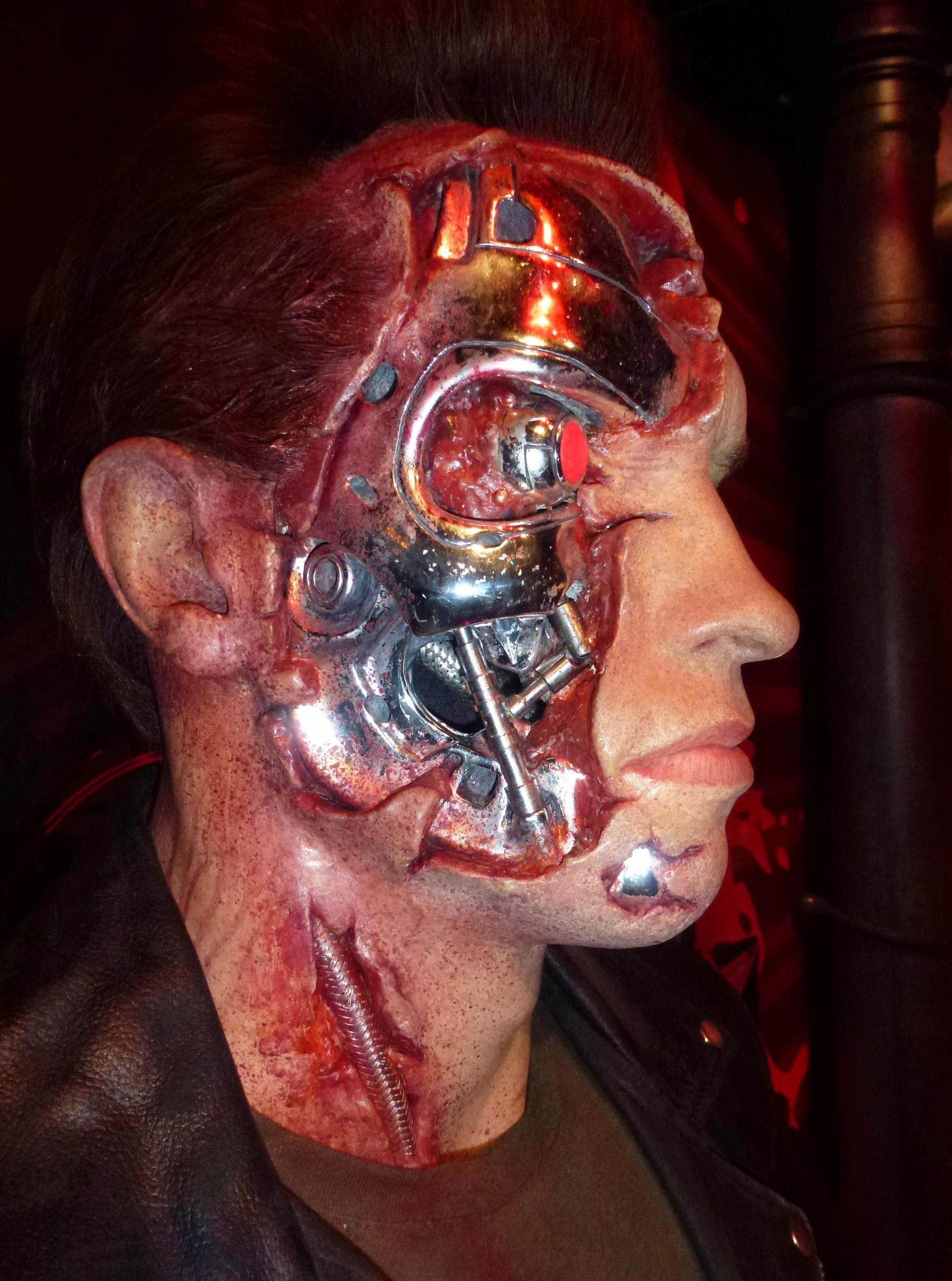
T-800

Od stworzenia terminu robot przez Karela Čapka w 1921 roku, są one integralnym elementem fantastyki. Początkowo grane przez ludzi w metalowych strojach, bardziej wyrafinowaną formę zyskały w Dniu, w którym zatrzymała się Ziemia. Pojawiają się bardzo często i odgrywają całą gamę różnorodnych ról, bywają świadome lub wręcz sentymentalne, bywają tłem nadającym scenerii futurystycznego wyglądu lub samodzielnymi bohaterami (jak R2-D2 i C-3PO w Gwiezdnych wojnach). Bywają pozytywnym pomocnikiem bohatera lub jego wrogiem (np. w Ucieczce Logana), lub są głównymi bohaterami (Łowca androidów). Filmy takie jak Człowiek przyszłości czy A.I. Sztuczna inteligencja zagłębiają się w problematykę emocjonalności robotów obdarzonych samoświadomością. Popularnym motywem jest wizja, że w przyszłości inteligentne roboty zastąpią człowieka (Ja, robot) lub szukanie odpowiedzi na pytanie, czy możliwe jest, że sztuczna inteligencja byłaby w stanie zniszczyć ludzką rasę (Terminator).

### Podróże w czasie
Koncepcja podróży w przyszłość lub przeszłość jest jednym z motywów w fantastyce, które zawsze cieszyły się popularnością. Zazwyczaj konieczna jest zaawansowana technologia (Wehikuł czasu, Powrót do przyszłości), teoria bazująca na nauce (Planeta małp) lub wrodzonych możliwościach ludzkiego umysłu (Donnie Darko, Mr Nobody). Typowe użycie motywu podróży w czasie wiąże się najczęściej z cofnięciem się do historii.
Paradoks, jaki jest integralną częścią podróży w czasie, również jest tematem filmowym: francuski film Filar (1962) ukazuje fakt, że poznanie własnej przyszłości doprowadzi do jej wypełnienia się. Film ten był inspiracją dla 12 małp Terry’ego Gilliama, opowieści o podróżach w czasie, pamięci i szaleństwie. Trylogia Powrót do przyszłości idzie o krok dalej i rozważa konsekwencje zmieniania przeszłości, podobnie jak Star Trek: Pierwszy kontakt (1996) oraz Star Trek (2009) opowiadające o skutkach manipulowania historią.

## SF a nauka
Jakkolwiek nauka jest podstawą gatunku, to jednak często do wiedzy naukowej twórcy filmowi podchodzą bardzo liberalnie. Widoczne jest to zwłaszcza w filmach osadzonych w przestrzeni kosmicznej, gdzie czasami pomija się fakt, że w próżni nie rozchodzi się dźwięk, a wyposażanie pojazdów w opływowe kształty i skrzydła nie ma żadnego uzasadnienia. Twórcy filmowi od realizmu wolą budujące atmosferę dźwięki i elementy znajome z ziemskich pojazdów.
Postać naukowca jest integralną częścią gatunku od samego jego początku, przyjmuje on jednak różnorodne role, w zależności od postrzegania nauki w danym okresie. Od szalonego doktora Frankensteina pochodzi motyw uczonego, który jest zagrożeniem dla ludzkości. Jego następca, doktor Strangelove, stał się swego rodzaju ikoną. W filmie lat 50. uczony często był bohaterem, który ratował świat przed potworem dzięki swojej unikalnej wiedzy. Od lat 60. uczony często przyjmuje rolę mitologicznej Kasandry, przewidując nadchodzące zagrożenia.

## SF a kwestie społeczne
Pod przykrywką fantastycznonaukowej otoczki od dziesiątek lat kryła się platforma dyskusji na tematy polityczne i społeczne, dostarczając często celnych obserwacji i trafnych przewidywań. Tematy, których poruszanie wprost nie było mile widziane, przedstawione w fantastycznej formie stawały się łatwiejsze do zaakceptowania. Zmiana kontekstu pozwala na głębszą analizę i spojrzenie z dystansu na problematyczną kwestię.
Poruszane przez SF tematy społeczno-polityczne można podzielić na utopijne i antyutopijne. Wizja przyszłości zawiera albo społeczeństwo doskonałe, albo pod jakimś względem upadłe. A jako że poruszana tematyka zazwyczaj była problematyczna i kontrowersyjna, wśród dzieł filmowych antyutopie mają ogromną przewagę liczebną.
Poruszane tematy są najczęściej odbiciem problemów najsilniej nękających zachodnie społeczeństwa w danym okresie. Na początku swojej historii, kino fantastycznonaukowe poruszało najczęściej temat dehumanizacji, automatów zastępujących człowieka, upadek społeczeństwa za sprawą rozwoju nauki i techniki. The Man in the White Suit (1951) jest przykładem sparodiowania przez fantastykę powojennego brytyjskiego konserwatyzmu, industrialnego kapitalizmu, związków zawodowych.
Później wiodącym tematem stała się ekologia, wizje katastrof naturalnych lub wywołanych przed nadmierną eksploatację środowiska przez człowieka, oraz ich wpływ na społeczeństwo i jednostkę (Zielona pożywka). Popularne w latach 50. filmy o potworach są odbiciem lęku epoki zimnej wojny – przed wojną nuklearną i komunizmem. Przykładem jest Godzilla. W późniejszych dekadach science-fiction przedstawiało również ruchy młodzieżowe – Ciemna gwiazda czy Niemy wyścig przeciwstawiają ruch hippisowski kultowi armii, a Mechaniczna pomarańcza opowiada o młodzieżowym gangu, popełnianych przez niego zbrodniach i próbach resocjalizacji przez manipulację umysłem. Żony ze Stepford są natomiast odpowiedzią na ruchy feministyczne. Z kolei seria Obcy i RoboCop obnażają wady kapitalizmu.
Współcześnie fantastyka naukowa ciągle bywa społecznie zaangażowana. Raport mniejszości (2002) traktuje o wolnościach obywatelskich w USA niedalekiej przyszłości, Never Let Me Go rozważa problemy związane z klonowaniem. Kwestie takie jak stabilizacja Iraku, terroryzm, epidemie grypy, amerykańska polityka antyimigracyjna znajdują odbicie w kinematografii: V jak vendetta (2006) nawiązuje do kontrowersyjnego amerykańskiego Patriot Act (prawa zatrzymania na czas nieokreślony obywateli nie-amerykańskich uznanych za zagrożenie dla narodowego bezpieczeństwa) i politycznej doktryny walki z terroryzmem. Ludzkie dzieci (2006) i Dystrykt 9 natomiast stanowią komentarze na temat ksenofobii, propagandy i dysonansu poznawczego. Avatar (2009) wprost odnosi się zarówno do kolonializmu, jak i obecnej sytuacji panującej w Iraku. Innym filmem przedstawiającym rasizm pod kostiumem spotkania z obcą cywilizacją jest Mój własny wróg.

## Powiązania z literaturą fantastycznonaukową
W porównaniu z literaturą, kino fantastycznonaukowe polega bardziej na efektach wizualnych niż pobudzaniu wyobraźni. Od lat 70. widownia oczekuje od kina SF przede wszystkim najwyższej jakości efektów specjalnych; stąd tendencja umieszczania niefantastycznych fabuł w futurystycznej lub obcej scenerii, jest ona bowiem atrakcyjniejsza dla widza. Jednak ciągle niektóre filmy SF podążają drogą wyznaczoną przez literaturę, używając fantastycznej historii jako pretekstu do snucia abstrakcyjnej refleksji.

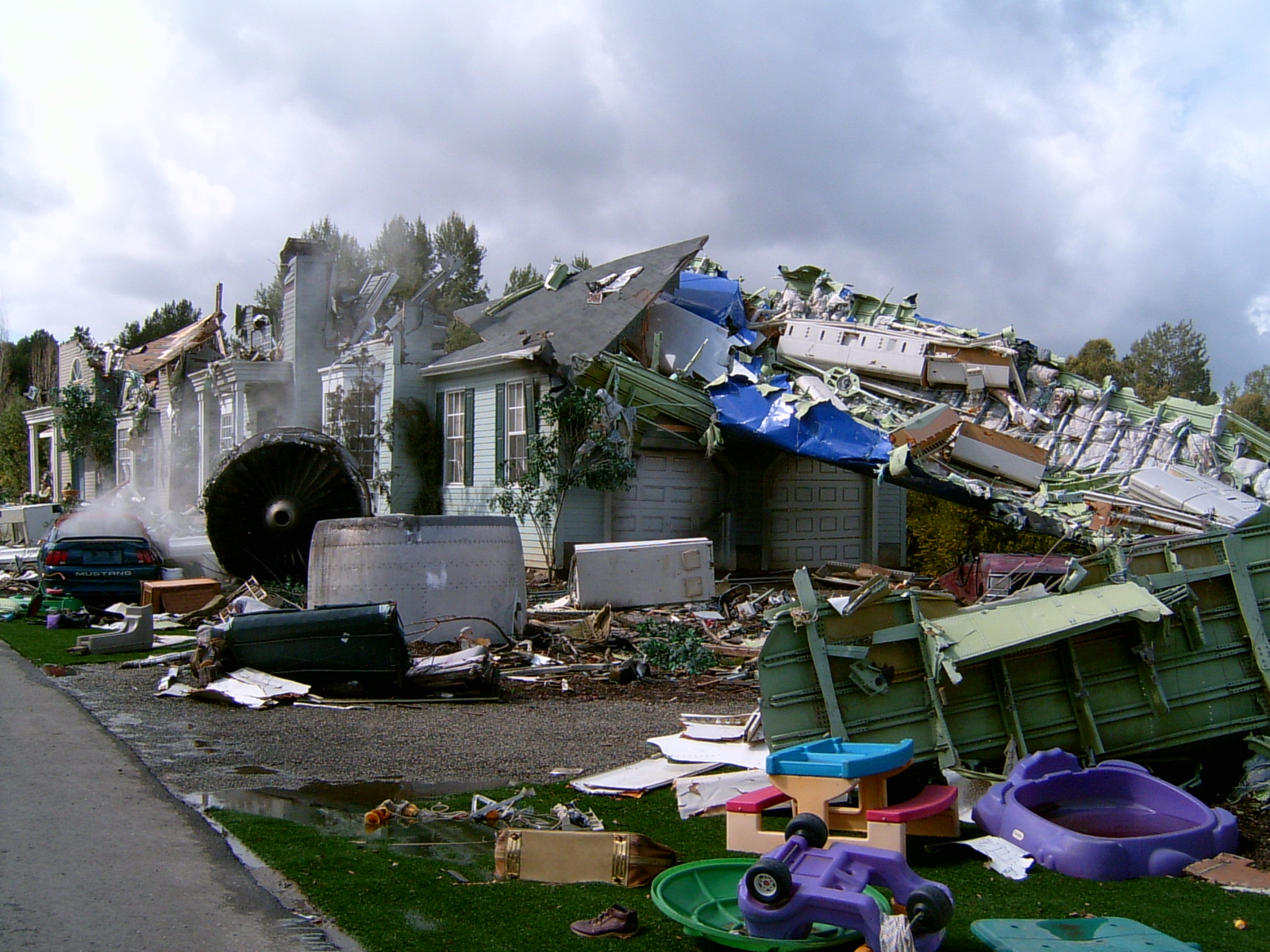
Wojna światów

Pierwszym pisarzem, którego dzieło zostało zekranizowane w konwencji fantastycznonaukowej, był J. Verne: pierwszy film SF, Podróż na Księżyc, inspirowany był jedną z jego książek. Powieści Herberta G. Wellsa (1866-1943) były ekranizowane jeszcze za życia autora, Wojna światów także w 1953 i 2005, a Wehikuł czasu w 1961 i 2002.
Twórczość Isaaca Asimova wywarła wpływ na światy Star Treka i Gwiezdnych wojen, jednak bezpośredniej ekranizacji jego tekst doczekał się dopiero w 1988 roku (Nightfall), a następnie w 1999 (Człowiek przyszłości), jednak dopiero Ja, robot przyciągnął uwagę widowni, choć nie odniósł spektakularnego sukcesu.
Filmowa adaptacja Odysei kosmicznej Arthura C. Clarke’a zdobyła Oskara za efekty wizualne. Druga część, 2010: Odyseja kosmiczna nie została już tak doceniona przez krytyków. Silnie związana z aktualnymi w danych czasach problemami powieści Raya Bradbury’ego i Kurta Vonneguta również doczekały się ekranizacji: 451 stopni Fahrenheita i Człowiek ilustrowany w latach 60., Rzeźnia numer 5 w 1971, Śniadanie mistrzów w 1998.
Powieści Philipa K. Dicka były popularne wśród twórców filmowych, w dużej mierze dzięki ich nastrojowi, który odpowiadał potrzebom filmowego medium. Na prozie tego autora opierają się filmy takie jak Łowca androidów (1982), Pamięć absolutna (1990), Impostor (2001), Raport mniejszości (2002), Zapłata (2003), Przez ciemne zwierciadło (2006), Władcy umysłów (2011). Zazwyczaj były jednak luźnymi adaptacjami literackich pierwowzorów.
Inne filmy na podstawie literatury fantastycznonaukowej to m.in. Diuna (1984) na podstawie prozy Franka Herberta, Solaris (1972) na podstawie powieści Stanisława Lema, Park Jurajski (1993) na podstawie książki Michaela Crichtona, Mój własny wróg (1985) na podstawie Barry’ego B. Longyeara i obie ekranizacje noweli Johna W. Campbella, Istota z innego świata (1951) i Coś (1982).